# ضفدع بتزكوارو
ضفدع بتزكوارو (الاسم العلمي: Rana dunni) (بالإنجليزية: Patzcuaro frog)‏ هو نوع من الحيوانات يتبع جنس الضفدع الحقيقي من فصيلة الضفادع الحقيقية.